# Rieti
Rieti, antikens Reate, är en stad och kommun i nordöstra Lazio i Italien. Rieti är provinshuvudstad i provinsen Rieti. Kommunen hade 47 149 invånare (2018) gränsar till kommunerna Belmonte in Sabina, Cantalice, Casperia, Castel Sant'Angelo, Cittaducale, Colli sul Velino, Concerviano, Contigliano, Greccio, Longone Sabino, Micigliano, Monte San Giovanni in Sabina, Montenero Sabino, Poggio Bustone, Rivodutri, Roccantica, Stroncone, Terni och Torricella in Sabina.
Staden har en intressant historisk stadskärna med många medeltida byggnader. Domen Santa Maria Assunta har en mäktig romansk kampanil.
Närmaste sjukhus heter "Ospedale San Camillo de Lellis" och är den största i provinsen utrustad med bland annat akutmottagning och med CT-röntgen.